# Líšný 1.díl
Líšný 1.díl je díl vesnice Líšný a část obce Líšný v okrese Jablonec nad Nisou. Nachází se asi tři kilometry severozápadně od Železného Brodu, na pravém břehu řeky Jizery, naproti (severozápadně) druhé části Líšného. Líšný 1.díl leží v katastrálním území Líšný o výměře 1,73 km².

## Historie
První písemná zmínka o vesnici pochází z roku 1382.